# Subuque
Subuque (Subuk ou Subuq; m. 922?) foi um gulam dos sájidas. Em 919, o mestre de Subuque, Iúçufe ibne Abi Alçaje, foi capturado pelas forças do Califado Abássida, com quem esteve em guerra. Agindo de modo a proteger os interesses de Iúçufe, Subuque tomou controle do Azerbaijão. Um exército califal foi enviado contra ele, e após conseguir derrotá-lo, foi reconhecido como governador da província pelo califa Almoctadir (r. 903–932). Pelos três anos seguintes, Subuque esperou pelo retorno de Iúçufe, o que aconteceria em 922, quando o último foi libertado da prisão. Subuque teria morrido por esta época.